# Акулохвостий скат
Акулохвостий скат (Rhynchobatus) — рід скатів родини акулохвості скати (Rhinidae). Інша назва «клинорилий скат». Має 8 видів.

## Опис
Представники цього роду за формою тіла займають своєрідне проміжне положення між типовими акулами та скатами. Голова сплощена з боків. Рило сильно витягнуте. За це скати отримали другу назву — клинорилих. Тулуб також сплощений, хвостова його частина майже не відокремлена зовні від тулуба. Грудні плавці в задній частині здебільшого не облягають тіло, а перший спинний плавець розташований над черевними плавниками. Мають дволопатевий хвостовий плавець із загостреними кінцями, дуже схожий на хвостовий плавець акул.

## Спосіб життя
Це донні скати — бентофаги. Доволі швидкі, рухливі скати. Живляться донними рибами, ракоподібними, молюсками. Яйцеживородні.

## Розповсюдження
Поширені у тропічних водах біля берегів західної Африки, Азії (узбережжя Індійського океану) та Австралії.

## Види
- Rhynchobatus australiae  Whitley, 1939
- Rhynchobatus cooki  Last, Kyne & Compagno, 2016
- Rhynchobatus djiddensis  Forsskål, 1775
- Rhynchobatus immaculatus  Last, Ho & Chen, 2013
- Rhynchobatus laevis  Bloch & Schneider, 1801
- Rhynchobatus luebberti  Ehrenbaum, 1915
- Rhynchobatus mononoke  Koeda, Itou, Yamada & Motomura, 2020
- Rhynchobatus palpebratus  Compagno & Last, 2008
- Rhynchobatus springeri  Compagno & Last, 2010